# 경일게임아카데미
경일게임아카데미(Kyeongil Game Academy, 약칭 KGA)는 서울 강동구 천호대로에 위치한 게임 전문 교육기관으로 1988년 경일 전산원으로 시작하여 서울 동부지역 IT인재육성이 기여해 왔으며 경일직업능력개발원을 거쳐 2015년에 완전히 게임 전문 교육기관으로 탈바꿈 하였다.
2017년부터 e스포츠 구단을 창설하고 포트나이트 세계 대회에 참여하였다. 이후 리그오브레전드, 배틀그라운드, 발로란트까지 종목을 확장하였으며 크레이지레이싱 카트라이더 프로게임단을 운영하기도 하였다. 현재는 대한민국의 배틀그라운드 게임단을 운영하고 있다.
e스포츠 아카데미로 많이 알려지긴 했지만 실제로는 게임개발자 교육을 베이스로한 국비지원 교육이 메인 사업으로 연간 450명정도의 수료인원을 배출하고 있는 교육 중기업이다.

## 크레이지레이싱 카트라이더 (해체)

### 연혁
- 2022년 2월 4일 : KGA 창단
- 2022년 4월 28일 : 해체

### 주요 성적

#### 개인전
- 2022 신한은행 헤이영 카트라이더 리그 시즌 1 19위 (조상인)
- 2022 신한은행 헤이영 카트라이더 리그 시즌 1 27위 (심우혁)

## 배틀그라운드 (매각)

### 연혁
- 2019년 8월 15일 : KGA_FLY 창단
- 2019년 10월 10일 : LVP로 팀명 변경 및 운영 주체 변경
- 2023년 9월 1일 : 경일게임아카데미 명으로 배틀그라운드 게임단 운영

## 발로란트 (매각)

### 연혁
- 2021년 : KGA 창단
- 2022년 1월 16일 : 스피어 게이밍에 매각 및 운영 주체 변경